# Notre-Dame-de-Cenilly
Notre-Dame-de-Cenilly település Franciaországban, Manche megyében. Lakosainak száma 631 fő (2022. január 1.). Notre-Dame-de-Cenilly Cerisy-la-Salle, Dangy, Le Guislain, Hambye, Montpinchon, Roncey, Saint-Martin-de-Cenilly és Bourgvallées községekkel határos.

## Népesség
A település népességének változása:
| Lakosok száma | 919  | 690  | 660  | 690  | 671  | 675  | 648  | 634  | 630  | 631  |
|               | 1968 | 1982 | 1990 | 2006 | 2013 | 2015 | 2017 | 2019 | 2020 | 2022 |